# Ofaiston
Ofaiston é um género botânico pertencente à família Amaranthaceae.

## Espécies
- Ofaiston monandrum'
- Ofaiston paucifolium